# Сфенелаид
Сфенелаид (др.-греч. Σθενελαίδας) — спартанский эфор V века до н. э.
Сфенелаид известен участием в совещании представителей Пелопоннесского союза осенью 432 года, происшедшем после ряда конфликтов с Афинами (Эпидамнский кризис, восстание Потидеи, Мегарская псефизма). Послы Коринфа, Мегары и ряда других полисов настаивали на необходимости начать войну с Афинами, считая, что те нарушили условия Тридцатилетнего мира. Приглашённые на совещание афинские послы доказывали, что гегемония Афин имеет законные основания, вполне умеренна и справедлива, указали на военную мощь Афинской державы и предложили пелопоннесцам придерживаться мирного договора.
Когда после выступления послы покинули собрание, спартанцы остались для принятия решения. Если царь Архидам II предлагал действовать дипломатическими методами, одновременно увеличивая экономическую и военную мощь Союза, то Сфенелаид настаивал на безотлагательном объявлении войны Афинам для выполнения долга Спарты перед союзниками (в частности, уступая требованиям Коринфа, который заявил о готовности выйти из Союза), а затем поставил вопрос на голосование уполномоченных союзных государств. Мнение Сфенелаида возобладало, союзное собрание признало афинян нарушителями мирного соглашения и высказалось за боевые действия, тем самым положив начало Пелопоннесской войне.
Сыном Сфенелаида был спартанский военачальник Алкамен, в 412 году до н. э. погибший в сражении с афинянами.